# High Park

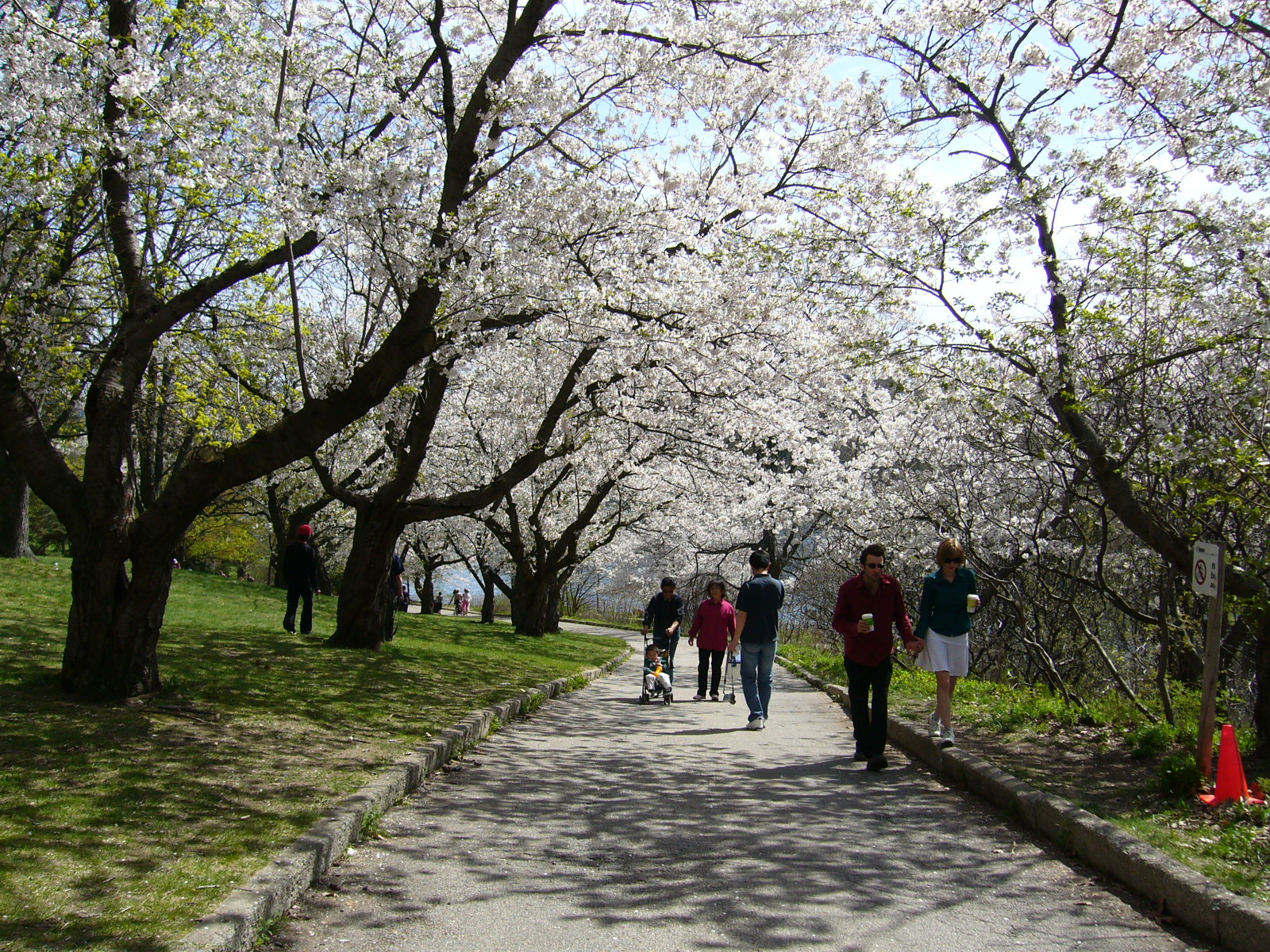
Kirschblüte im High Park

Der High Park ist einer der größten Parks in der Stadt Toronto (Ontario) in Kanada. (Er war der größte in der Altstadt im Jahr 1997.) Seine Fläche beträgt 161 Hektar (1,61 km²). Dabei ist der High Park ein gemischter Freizeit- und Naturpark, mit Sportanlagen, kulturellen Einrichtungen, Bildungseinrichtungen, Gärten, Spielplätzen und einem Zoo. Über 60 % des Geländes sind in einem natürlichen Zustand erhalten.
Der Park liegt im Westen der Innenstadt und nördlich der Humber Bay. Er erstreckt sich südlich der Bloor Street West bis zum Queensway nördlich des Ontariosees. Zudem wird er im Westen von der Ellis Park Road und dem Grenadier Pond sowie im Osten vom Parkside Drive begrenzt.
Der Park wurde 1876 aus dem Besitz von John George Howard errichtet.